# بنك البحرين الوطني
تأسس بنك البحرين الوطني عام 1957 كأول مصرف وطني في البحرين. شبكة واسعة تتضمن 25 فرع و 61 آلة صراف آلي وأكثر من 4,000 نقطة بيع بالإضافة إلى فروعها في أبوظبي والرياض يجعل بنك البحرين الوطني رائد في مجال توفير الخدمات التجارية والخدمات المصرفية للأفراد في البحرين.